# Introsort
Introsort ou introspective sort est un algorithme de tri par comparaisons. C'est une variante du tri rapide inventée par David Musser en 1997. Par rapport au tri rapide, Introsort a l'avantage d'avoir une complexité {\displaystyle O(n\log n)} dans le pire cas.

## Principe
L'algorithme de tri rapide est ralenti lorsque le pivot choisi se retrouve souvent au début ou à la fin du sous-tableau trié. Dans ce cas, la profondeur de récursion est en {\displaystyle O(n)} et le temps total en {\displaystyle O(n^{2})}, ce qui est un temps comparable à un tri par sélection. Mais en moyenne, le tri rapide est efficace : sa complexité est {\displaystyle O(n\log n)}.
Introsort, pour pallier cet inconvénient, utilise un compteur de récursion. Ainsi il mesure au fur et à mesure la profondeur de récursion en cours (d'où le nom de l'algorithme). Quand la profondeur dépasse {\displaystyle K\log n} où K est une constante, on trie le sous-tableau restant avec un algorithme dont la complexité est {\displaystyle O(n\log n)} dans tous les cas, par exemple un tri par tas ou un Smoothsort.
Tout comme le tri rapide, Introsort peut être optimisé en triant les sous-listes de moins de 15 éléments avec un tri par insertion ou un tri de Shell, au fur et à mesure, ou à la fin (principe de Sedgesort).

## Algorithme
Avec A: Tableau
et n = Longueur(A)
Faire Introsort(A, 2*PartieEntière(Log2(n)) )
- Procédure Introsort (A : Tableau[Min..Max], ProfondeurLimite : Entier > 0)
  - Initialiser
    - CurMin := Min et CurMax := Max
    - Pivot := A[PartieEntière((Min + Max) / 2)]

  - Répéter jusqu'à ce que CurMin > CurMax
    - Tant que A[CurMin] < Pivot, CurMin := CurMin + 1
    - Tant que A[CurMax] > Pivot, CurMax := CurMax - 1
    - Si CurMin < CurMax alors Echanger(A[CurMin], A[CurMax])
    - CurMin = CurMin + 1
    - CurMax = CurMax - 1

  - Si CurMax > Min
    - Si ProfondeurLimite = 1 alors faire Heapsort(A[Min..CurMax])
    - Sinon faire Introsort(A[Min..CurMax], ProfondeurLimite - 1)

  - Si CurMin < Max
    - Si ProfondeurLimite = 1 alors faire Heapsort(A[CurMin..Max])
    - Sinon faire Introsort(A[CurMin..Max], ProfondeurLimite - 1)